# Faezeh Rafsanjani
Faezeh Hashemi Bahramani, conocida como Faezeh Rafsanjaní (en persa: فائزه هاشمی رفسنجانی‎) (Teherán, 7 de enero de 1963) es una activista por los derechos de las mujeres, periodista y política reformista iraní. 
Fue diputada del parlamento iraní entre 1996 y 2000. Es presidenta de la liga de mujeres Ejecutivas del Partido de la Construcción. Fue fundadora y directora del periódico Zan, la primera publicación sobre derechos de las mujeres editada tras la revolución iraní de 1979 que más adelante fue censurado.

## Biografía
Hija de Effat Marashi y de una de las máximas figuras de la República Islámica hasta su muerte en 2016, Akbar Hashemi Rafsanjani. Tiene una maestría en derecho por la Universidad Ciudad de Birmingham con la especialidad en derechos humanos internacionales 
Rafsanjani era miembro del Partido Ejecutivos de la Construcción creado por políticos moderados. Entre 1996 y 2000 fue representante del parlamento de Teherán . Fundó el periódico Zan sobre la situación de las mujeres en 1998, que fue censurado en abril de 1999.
En las elecciones presidenciales de 1997, Rafsanjani apoyó al reformista Mohammad Khatami y fue parlamentaria entre 1996 y el 2000. En esa época dirigía el periódico Zan en el que se discutían temas relacionados con los derechos de las mujeres. Defendió el derecho de las mujeres a hacer deporte y competir en la arena internacional. Sin embargo su prestigio -según analistas- entró en crisis cuando su padre decidió regresar a la política y fue asociada a su apellido. Saltó de nuevo a la palestra en 2009. En este periodo fue considerada una de las principales opositoras del presidente Ahmadineyad y una gran aliada del candidato opositor Mir Husein Musavi.
Durante las protestas electorales iraníes de 2009, Reuters informó que Rafsanjani se dirigió a una multitud en una manifestación prohibida de la oposición en Teherán el 16 de junio, y posteriormente se le prohibió salir del país. Fue arrestada en varias ocasiones.  El 3 de enero de 2012, fue condenada a seis meses de prisión. Tenía 20 días para apelar. El 22 de septiembre de 2012, Hashemi fue detenida para cumplir su condena en la prisión de Evin. Fue puesta en libertad en marzo de 2013 una vez cumplida la condena. En marzo de 2011, su hijo, Hassan, también fue arrestado.
El 17 de marzo de 2017, fue nuevamente condenada a seis meses de cárcel por difundir propaganda contra el régimen, informaron los medios de comunicación iraníes.

## Posiciones
Faezeh ha destacado por su activismo en favor de los derechos de las mujeres.
Aboga por la separación de religión y política en Irán, denuncia la ausencia de libertad y la represión bajo el régimen actual.
Es contraria al "hiyab" obligatorio en Irán, que califica de una medida errónea porque "la propia gente debe decidir qué tipo de vestimenta quiere llevar".
Ha viajado con frecuencia a Europa, África e India para promover el diálogo y está interesada en los lazos con todas las regiones. Ha escrito positivamente sobre los movimientos de Mahatma Gandhi, Martin Luther King Jr. y Nelson Mandela.